# Aegus platyodon porrectodon
Aegus platyodon porrectodon es una subespecie de coleóptero de la familia Lucanidae.

## Distribución geográfica
Habita en Nueva Guinea.